# Zatoka Davao
Zatoka Davao – zatoka na Filipinach położona po południowo-wschodniej stronie wyspy Mindanao, w bezpośrednim sąsiedztwie Morza Filipińskiego, którego jest częścią. Od wschodu północy i zachodu otoczona lądem, od południa połączona z Morzem Filipińskim. Dwie największe wyspy leżące w zatoce to Samal i Talikud. Największe porty leżące nad zatoką to Davao na zachodzie i Tagum na północy.